# Nurscia albosignata
Espèce
Synonymes
- Nurscia flavipesa Simon, 1874
- Amaurobius longipalpusa Kroneberg, 1875
- Euxinella strandia Drensky, 1938

Nurscia albosignata est une espèce d'araignées aranéomorphes de la famille des Titanoecidae.

## Distribution
Cette espèce se rencontre en Bulgarie, en Grèce, à Chypre, en Ukraine et jusqu'en Asie centrale.

## Description
Le mâle mesure 9 mm et la femelle 10 mm.

## Publication originale
- Simon, 1874 : Les arachnides de France, Paris, vol. 1, p. 1-272.